# Československá basketbalová liga 1948/1949
Česká basketbalová státní liga 1948/1949 byla v Česku ligovou basketbalovou soutěží mužů, v ročníku ligy hrálo 12 družstev. Konečné pořadí 1948/1949:
1. Sokol Brno I. - 2. Sparta Praha - 3. Sokol Žižkov Praha - 4. Sokol Pražský. - 5. Sokol Kolín - 6. Sokol Židenice - 7. Staropramen Praha - 8. Železárny Ostrava - 2 družstva sestup z 1. ligy: 9. Sokol Praha III. - 10. Sokol Praha VII.	 	
Čtyři první družstva ze soutěže spolu se dvěma družstvy ze Slovenska postoupila do Mistrovství Československa 1948/1949.
Mistrovství Československa 1948/1949 bylo v Československu nejvyšší ligovou basketbalovou soutěží mužů, v ročníku ligy ve Svitu hrálo 6 družstev. Titul mistra Československa získal Sokol Brno I., Sparta Praha  skončila na 2. místě a Sokol Pražský na 3. místě. 
Konečné pořadí 1948/1949:
1. Sokol Brno I. (mistr Československa 1949) - 2. Sparta Praha - 3. Sokol Pražský - 4. NV Bratislava - 5. VŠ Bratislava - 6. Sokol Žižkov Praha

## Systém soutěže
- Česká basketbalová státní liga: Všech deset družstev hrálo dvoukolově každý s každým (zápasy doma - venku), každé družstvo 18 zápasů.
- Mistrovství Československa: Všech šest družstev každý s každým, každé družstvo 5 zápasů.
- V níže uvedených tabulkách ve sloupci označeném "N" je počet zápasů, které u družstva skončily nerozhodně.

## Česká basketbalová státní liga 1948/1949
| Poř. | Tým                 | Z  | V  | P  | N | Skóre   | Body |
| ---- | ------------------- | -- | -- | -- | - | ------- | ---- |
| 1.   | Sokol Brno I.       | 18 | 15 | 3  | 0 | 790:519 | 30   |
| 2.   | Sparta Praha        | 18 | 14 | 2  | 2 | 720:609 | 30   |
| 3.   | Sokol Žižkov        | 18 | 11 | 7  | 0 | 630:570 | 22   |
| 4.   | Sokol Pražský       | 18 | 11 | 7  | 0 | 801:737 | 22   |
| 5.   | Sokol Kolín         | 18 | 11 | 7  | 0 | 704:682 | 22   |
| 6.   | Sokol Židenice      | 18 | 8  | 7  | 3 | 613:635 | 19   |
| 7.   | Staropramen Praha   | 18 | 9  | 9  | 0 | 711:650 | 18   |
| 8.   | Železničáři Ostrava | 18 | 2  | 14 | 2 | 637:746 | 6    |
| 9.   | Sokol Praha III.    | 18 | 2  | 14 | 2 | 541:713 | 6    |
| 10.  | Sokol Praha VII.    | 18 | 2  | 15 | 1 | 602:833 | 5    |

## Mistrovství Československa 1948/1949
| Poř. | Tým           | Z | V | P | N | Skóre   | Body |
| ---- | ------------- | - | - | - | - | ------- | ---- |
| 1.   | Sokol Brno I. | 5 | 4 | 1 | 0 | 183:128 | 8    |
| 2.   | Sparta Praha  | 5 | 3 | 2 | 0 | 162:135 | 6    |
| 3.   | Sokol Pražský | 5 | 2 | 2 | 1 | 158:163 | 5    |
| 4.   | NV Bratislava | 5 | 1 | 2 | 2 | 135:147 | 4    |
| 5.   | VŠ Bratislava | 5 | 2 | 3 | 0 | 142:168 | 4    |
| 6.   | Sokol Žižkov  | 5 | 1 | 3 | 1 | 117:146 | 0    |

## Sestavy (hráči, trenéři) 1948/1949
- Sokol Brno I.: Ivo Mrázek, Jan Kozák, Lubomír Kolář, Miroslav Dostál, Radoslav Sís, Helan, Miloš Nebuchla, Milan Fráňa, Studený, Polcar, Petera, Touš. Trenér L. Polcar
- Sparta Praha: Jindřich Kinský, Josef Ezr, Ctirad Benáček, Jiří Matoušek, Vančura, M. Škoch. Trenér Miloslav Kříž
- Sokol Pražský: Emil Velenský, Karel Bělohradský, Ladislav Trpkoš, Václav Krása, Jiří Drvota, Svatopluk Mrázek, Jiří Siegel, Styksa
- NV Bratislava: Miloš Bobocký, Gustáv Herrmann, Rudolf Stanček, Milan Maršalka, Ladislav Krnáč, Mašek, Černý, Paulík, Rolný.
- VŠ Bratislava: Zoltán Krenický, Jozef Kukura, Jozef Kalina, Tiso, Kluvánek, Štěpánek.
- Sokol Žižkov: Josef Toms, Kocourek, Skronský, Adamíra, Řehoř, Novák, Nerad
- Sokol Kolín: Fučík, Kopecký, Petráň, Kruliš, Šlacha, Čermák, Kašpar, V. Sajfrt, B.Doležal, Kubáň, Škácha.

## Zajímavosti
- Československo na Olympijských hrách v srpnu 1948 Londýn mezi 23 družstvy skončilo na 7. místě, když hrálo ve sestavě:  Ivo Mrázek 80 bodů /8 zápasů, Ctirad Benáček 70 /7, Jan Kozák 51 /7, Josef Křepela 48 /8, Zoltán Krenický 17 /4, Josef Toms 14 /2, Jiří Chlup 8 /4, Jiří Drvota 8 /3, Václav Krása 7 /6, Ladislav Trpkoš 6 /8, Karel Bělohradský 3 /4, Jiří Siegel 3 /4, Josef Ezr 0 /3, Jozef Kalina, celkem 315 bodů v 8 zápasech (5-3), Trenér: Josef Fleischlinger. Konečné pořadí: 1. USA, 2. Francie, 3. Brazílie, 4. Mexiko.
- Mistrovství Evropy v basketbale mužů v květnu 1949 se konalo v Egyptě. Československu se nezúčastnilo. Konečné pořadí: 1. Egypt, 2. Francie, 3. Řecko, 4. Turecko.
- Sokol Brno I. od sezóny 1945/46 v řadě do sezóny 1950/51 získal šest titulů mistra Československa, čtvrtý byl v ročníku 1948/49.
- VŠ Bratislava v sezóně 1948/49 byla mistrem Slovenska, na Mistrovství Československa skončila na pátém místě za čtvrtým Sokol NV Bratislava.